# هیون یونگ
هیون یونگ (انگلیسی: Hyun Young؛ زادهٔ ۶ سپتامبر ۱۹۷۶) بازیگر اهل کره جنوبی است. وی از سال ۱۹۹۷ میلادی تاکنون مشغول فعالیت بوده است.
از فیلم‌ها یا برنامه‌های تلویزیونی که وی در آن نقش داشته است می‌توان به مد دهه ۷۰ اشاره کرد.